# اچ‌ام‌اس جونو (اف۴۶)
اچ‌ام‌اس جونو (اف۴۶) (به انگلیسی: HMS Juno (F46)) یک کشتی بود. این کشتی در سال ۱۹۳۸ ساخته شد.